# L’arrière-train sifflera trois fois
L’arrière-train sifflera trois fois ist ein Sex-Western von Jean-Marie Pallardy aus dem Jahr 1974. Eine deutschsprachige Aufführung fand nicht statt.

## Handlung
In einem kleinen Westernstädtchen laufen die Geschäfte des Zuhälters Billy the Kid recht gut. Die männlichen Kunden loben vor allem die schöne Lulu, die für ihn arbeitet. Die Tugendliga unter Führung von Maureen O’Lala versucht jedoch alles, den Saloon und alle anderen Lokalitäten zu schließen. Als der neue Besitzer des Saloons, der Cowboy John Keykett, beschließt, die Kunden weiterhin mit Alkohol und Frauen zu versorgen, wird jedoch Lulu Opfer eines Unfalles, der sie anders an das Bett fesselt, als es im Interesse der Männer liegt. Keykett geht auf Drängen der ungeduldigen Kunden auf Suche nach den Daltines, einer Gruppe bekannter Huren, die Lulus Ausfall kompensieren sollen. Derweil versuchen Maureen und Lucky Lucky, die Dorflehrerin, während Keyketts Abwesenheit die Moralvorstellungen gegenüber Billy durchzusetzen; dieser kann jedoch Lucky von seinen Qualitäten als Mann überzeugen.

## Kritik
„Die derbe Komödie erweitert ihre selbstzufriedene Vulgarität mit freundlicher Atmosphäre und herrlicher Unbekümmertheit“, so die französische Seite Nanarland.

## Bemerkungen
Der Originaltitel nimmt Bezug auf Le train sifflera trois fois („Der Zug wird dreimal pfeifen“), den französischen Verleihtitel des Westerns Zwölf Uhr mittags (1952), ersetzt allerdings das Wort train ‚Zug‘ durch arrière-train ‚Hinterteil‘, ‚Gesäß‘.